# Juan Antonio Zubikarai
Juan Antonio Zubikarai Erkiaga, també conegut com a Juan Antón Zubikarai o Antton Zubikarai (Ondarroa, 1945 - Bilbao, 1 d'octubre de 2015) va ser un periodista i crític musical basc.

## Biografia
Malgrat que va ingressar en el seminari de Derio, el va abandonar per estudiar periodisme a Pamplona. Després es va traslladar a Madrid on va treballar com a periodista i es va formar musicalment. Va tornar al País Basc el 1977 i va fixar la seva residència a Bilbao. Allí va ser professor al Centre d'Estudis Musicals «Juan d'Antxieta» i es va incorporar com a periodista al diari Deia. També va publicar articles, assajos i ressenyes sobre música per a altres publicacions i en els programes de l'Associació Bilbaïna d'Amics de l'Opera o de la Quinzena Musical de Sant Sebastià.
Acadèmic corresponent de la Reial Acadèmia de Belles arts de Sant Ferran, va ser autor de diversos llibres com Bilbao. Música i músics, amb pròleg de José Antonio Arana Martija, Aureliano Valle: l'encreuament de ponts de la música a Bilbao i Opera Amaya, i va col·laborar en uns altres entre els quals es ressenya la reedició de la Revista Musical (1909-1913) en sis toms. Seva és la lletra de l'himne de l'Athletic Club de Bilbao estrenada en 1983.